# Salão do Livro de Paris

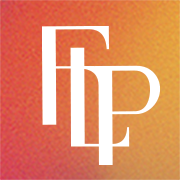
Monograma do festival

O Salão do Livro de Paris foi criado em 1981 pelo Sindicato Nacional de Edição (PND), é um evento dedicado aos livros e à escrita, realizada no Parque de exposições da Porta de Versailles, na primavera. O evento recebe os grandes e pequenos editores e representantes do livro. A sua pecularidade é estar aberto a profissionais e público em geral.

## Participantes famosos
- Jorge Amado (1998)
- Paul Auster (2010)
- Hervé Bazin (1981)
- Tahar Ben Jelloun (1999)
- Enki Bilal (2007, 2015)
- William Boyd (2014)
- Paulo Coelho (1998, 2015)
- Delphine de Vigan (2016)
- Maxime Chattam (2011, 2015)
- Umberto Eco (1994, 2000, 2002, 2010)
- Per Olov Enquist (2011)
- James Ellroy (1996)
- Carlos Fuentes (2009)
- Anna Gavalda (2008, 2010, 2014)
- Allen Ginsberg (1996)
- Jens Christian Grøndahl (2011)
- Satoshi Kamata (2012)
- Douglas Kennedy (2010, 2014, 2015)
- Doris Lessing (2010)
- Carlos Liscano (2010)
- António Lobo Antunes (2000, 2010)
- Gaston Miron (1981)
- Herta Müller (2001)
- Amélie Nothomb (2015, 2016)
- Kenzaburō Ōe (2012)
- Sofi Oksanen (2011)
- Salman Rushdie (1995)
- Riad Sattouf (2015)
- José Saramago (2000)
- Éric-Emmanuel Schmitt (2014, 2015, 2016)
- Jorge Semprún (1991)
- Benjamin Stora (2015, 2016)
- Tarun Tejpal (2007)
- Paul Verhoeven (2015)
- Herbjørg Wassmo (2011)
- Gōzō Yoshimasu (2012)
- Reynald Secher